# Aldo Ghizzetti
Aldo Ghizzetti (Torino, 8 ottobre 1908 – Torino, 2 dicembre 1992) è stato un matematico italiano.

## Biografia
Allievo, nella scuola secondaria, di Guido Ascoli presso il liceo scientifico Galileo Ferraris, si laureò poi in matematica all'Università di Torino nel 1930 con Alessandro Terracini, iniziando subito dopo la carriera universitaria come assistente di analisi matematica e di geometria al Politecnico, come collaboratore di Guido Fubini.
Successivamente, nel 1940, fu chiamato a Roma da Mauro Picone come vicedirettore dell'Istituto Nazionale per le Applicazioni del Calcolo del Consiglio Nazionale delle Ricerche (allora INAC, oggi IAC), del quale Picone era direttore.
Dopo un periodo come collaboratore di Picone alla cattedra di analisi superiore alla Facoltà di Scienze della Sapienza di Roma, tenne la cattedra di analisi matematica (algebrica e infinitesimale) a partire dal 1948 all'Università di Pisa e alla Scuola Normale Superiore, quindi, dal 1949, all'Università La Sapienza di Roma, prima alla Facoltà di Scienze e poi a quella di Ingegneria, fino alla pensione nel 1978. Nel 1960 era succeduto a Picone come direttore dell'INAC.
Dal 1961 al 1967 è stato presidente dell'Associazione Italiana per l'Informatica ed il Calcolo Automatico (AICA).
È stato socio dell'Accademia dei Lincei e dell'Accademia delle Scienze di Torino.

## Ricerche
Si occupò principalmente di analisi matematica, mostrando particolare interesse per le applicazioni. Studiò, tra l'altro, vari argomenti di teoria delle equazioni differenziali ordinarie e alle derivate parziali, e le formule di quadratura, sulle quali pubblicò un importante testo.
Si dedicò, sin dagli anni di insegnamento di Torino, ai metodi per l'analisi dei circuiti elettrici ("calcolo simbolico degli elettrotecnici" di Oliver Heaviside) e ai loro fondamenti matematici rigorosi. Nel 1943 scrisse Calcolo simbolico. La trasformazione di Laplace ed il calcolo simbolico degli elettrotecnici, a cui farà seguito, nel 1971, "Trasformata di Laplace e calcolo simbolico", un classico dell'argomento, scritto in collaborazione con Alessandro Ossicini.

## Riconoscimenti
- Membro dell'Accademia di Madrid (1953),
- Accademia delle scienze di Torino (socio corrispondente dal 1959 e nazionale dal 1978)
- Accademia Nazionale dei Lincei (corrispondente dal 1980, nazionale dal 1987).
- Premio internazionale Bressa per la matematica, conferito gli dall'Accademia delle scienze di Torino nel 1984
- Medaglia d'oro del presidente della Repubblica per i Benemeriti della scuola, della cultura e dell'arte.